# 鵜飼克雄
鵜飼 克雄（うかい かつお、1947年10月20日 - ）は、徳島県徳島市出身の元プロ野球選手（投手）。

## 来歴・人物
徳島商業高では1965年、春夏の甲子園に五番打者、一塁手として出場。第37回選抜高等学校野球大会では、2回戦でエース・鈴木啓示を擁する育英を降すなど健闘、準決勝まで勝ち進む。しかし岡山東商業高（平松政次がエースだった）に完封され、0-1で惜敗。第47回全国高等学校野球選手権大会では、2回戦で岩崎忠義らがいた津久見高に敗れている。当時のチームメートに、主戦投手の利光高明（日本生命）、二塁手の広沢渉（明大－川崎重工業）らがいた。
高校卒業後は、同志社大学に進学し硬式野球部に入部。渡辺博之監督の指示で投手に転向した。関西六大学野球リーグでは優勝に届かなかったが、下位に低迷する同志社の立て直しに尽力する。同リーグでは通算48試合に登板し、10勝16敗、防御率3.03、132奪三振という成績を残した。
大学卒業後は、社会人野球の四国電力へ進む。
1973年秋、プロ野球ドラフト会議で日本ハムファイターズからの1位指名を快諾し、プロ入りを果たした。ドラフト前日に日拓ホームが日本ハムに球団を売却し、球団名を「日本ハムファイターズ」に変更したため、鵜飼は栄えあるファイターズの「初代ドラフト1位選手」となった。
1年目（1974年）のオープン戦では、ノーワインドアップ投法の変則左腕として注目された。ストレートの速さは入団前、「ノンプロ界屈指」と評価されており、カーブやシュートも良く切れると前評判は高かった。
1年目から公式戦での登板機会を与えられるも、満足できる成績を挙げられなかった。1974年9月29日、後楽園球場で行われた南海とのダブルヘッダーの第2戦では先発を務めたが、この日の日本ハムは「1イニングごとに投手を変える」という奇策を行い、先発した鵜飼を初めとして三浦政基・宇田東植・野村収・渡辺秀武等、全部で10人が起用された。また、9回表に9番手で登板した高橋博士が1試合で全ポジションを守るという史上初の珍記録を達成した試合でもあった。
2年目の1975年は8月22日の近鉄戦で、プロ初勝利を完封勝利で挙げたが、鵜飼自身にとって公式戦で記録した唯一の白星ともなった。この試合以外は期待を裏切る成績に終わり、翌1976年は一軍未登板に終わった。
その後、佐伯和司・久保俊巳らとの交換トレードにより、皆川康夫・新美敏・内田順三と共に1977年より広島東洋カープに移籍。しかし、ここでは怪我に見舞われるなどの不運で一度も一軍に上がることができず、同年オフに現役を引退した。
引退後は故郷の徳島市に戻り、製菓会社（実家の製菓業者でもある、有限会社 鵜飼製菓）の取締役社長を務めた。また、地元の少年野球チームである「佐古愛日野球クラブ」の指導にも当たっている。

## 詳細情報

### 年度別投手成績
| 年 度     | 球 団     | 登 板 | 先 発 | 完 投 | 完 封 | 無 四 球 | 勝 利 | 敗 戦 | セ 丨 ブ | ホ 丨 ル ド | 勝 率 | 打 者 | 投 球 回 | 被 安 打 | 被 本 塁 打 | 与 四 球 | 敬 遠 | 与 死 球 | 奪 三 振 | 暴 投 | ボ 丨 ク | 失 点 | 自 責 点 | 防 御 率 | W H I P |
| --------- | --------- | ----- | ----- | ----- | ----- | -------- | ----- | ----- | -------- | ----------- | ----- | ----- | -------- | -------- | ----------- | -------- | ----- | -------- | -------- | ----- | -------- | ----- | -------- | -------- | ------- |
| 1974      | 日本ハム  | 11    | 3     | 0     | 0     | 0        | 0     | 2     | 0        | --          | .000  | 75    | 14.2     | 22       | 4           | 12       | 1     | 1        | 8        | 0     | 0        | 18    | 17       | 10.20    | 2.32    |
| 1975      | 日本ハム  | 25    | 6     | 1     | 1     | 0        | 1     | 2     | 0        | --          | .333  | 211   | 49.2     | 41       | 5           | 25       | 0     | 2        | 26       | 1     | 0        | 26    | 25       | 4.50     | 1.33    |
| 通算：2年 | 通算：2年 | 36    | 9     | 1     | 1     | 0        | 1     | 4     | 0        | --          | .200  | 286   | 64.1     | 63       | 9           | 37       | 1     | 3        | 34       | 1     | 0        | 44    | 42       | 5.91     | 1.55    |

### 記録
- 初登板：1974年4月9日、対阪急ブレーブス前期1回戦（藤崎台県営野球場）、7回表2死に4番手で救援登板、1/3回無失点
- 初奪三振：1974年4月10日、対阪急ブレーブス前期3回戦（藤崎台県営野球場）、9回表に三好幸雄から
- 初先発：1974年4月19日、対南海ホークス前期1回戦（大阪スタヂアム）、2回2/3を2失点
- 初勝利・初完投勝利・初完封勝利：1975年8月22日、対近鉄バファローズ後期5回戦（草薙球場）

### 背番号
- 34 （1974年 - 1976年）
- 12 （1977年）